# Šutruk-Naḫḫunte II.
Šutruk-Naḫḫunte II. (auch Schutruk-Nahhunte, Sutruk-Nahhunte) regierte von etwa 1185 bis 1155 v. Chr. als König von Elam. Er war der zweite Herrscher der Šutrukiden-Dynastie. Wegen seiner Eroberung von Babylon gilt Šutruk-Nahhunte als der bedeutendste elamitische Herrscher. Archäologische Funde mit seiner Namensinschrift aus der Stadt Susa gehören zu den bedeutendsten archäologischen Denkmälern des Alten Orients und erweisen sein Reich als kulturelles und politisches Zentrum im Mesopotamien seiner Zeit.

## Leben und Herrschaft

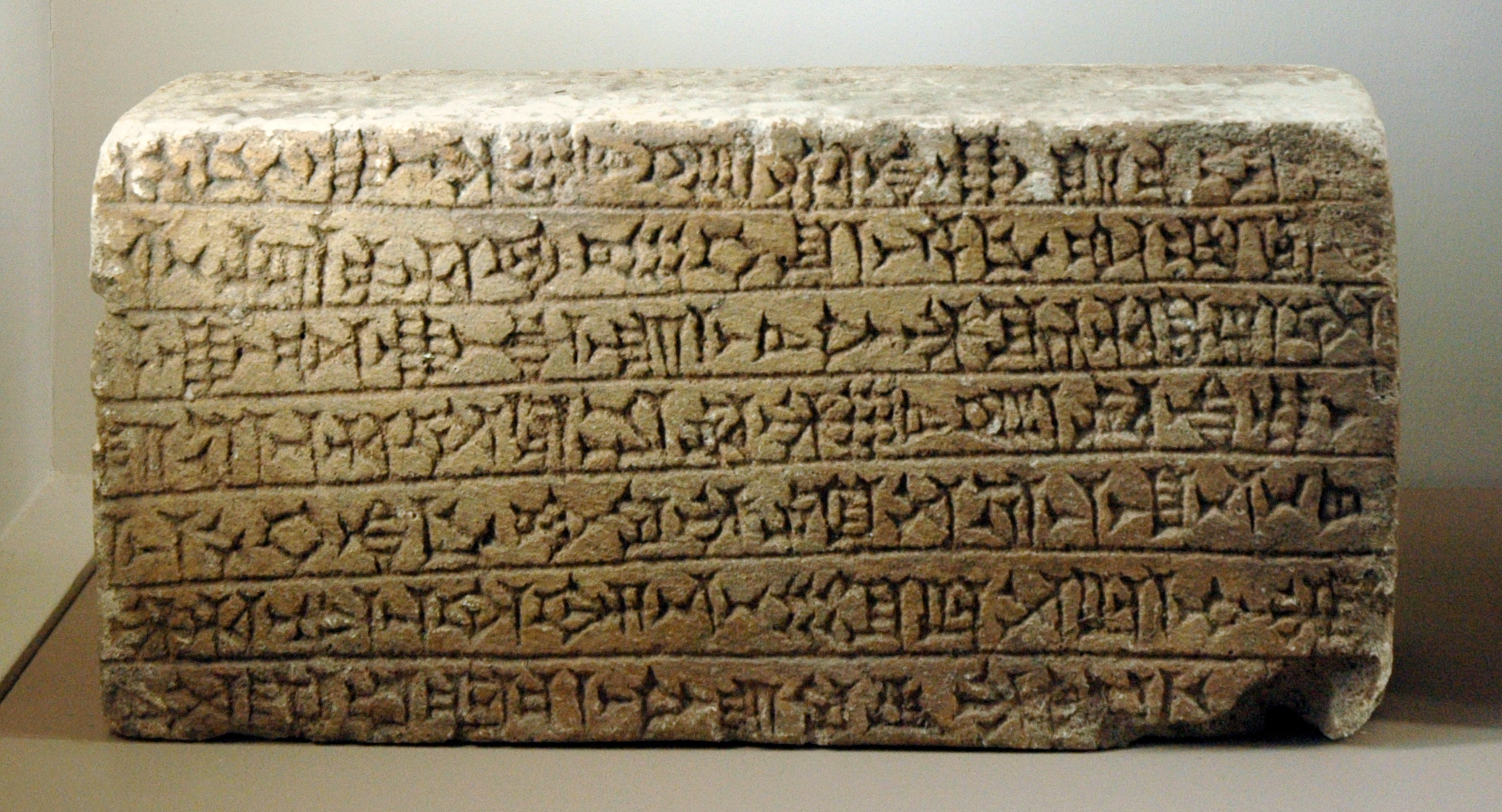
Ziegel mit einer Bauinschrift des Šilḫak-Inšušinak I.: Šilḫak-Inšušinak, Sohn des Šutruk-Naḫḫunte, geliebter Diener des Inšušinak, König von Anschan und Susa […]

Šutruk-Naḫḫunte war der Sohn von Hallutuš-Inšušinak, der nur durch die Nennung in mehr als 450 beschrifteten Ziegeln seines Sohnes bekannt ist und wahrscheinlich der Dynastiegründer war. Šutruk-Naḫḫunte ist aus Inschriften bekannt, die in elamischer Schrift auf Gebäudeziegeln seine Bautätigkeit belegen. Er ließ den Inšušinak-Tempel in Susa um eine Säulenhalle und ein Tor aus glasierten Ziegeln erweitern. Vier Ziegel erwähnen, dass der Herrscher den Tempel der Kiririscha-von-Lijan erweitern oder zumindest renovieren ließ. Weitere Bauarbeiten sind in Deh-e Now bezeugt, wo er den Tempel der Manzat erweitern ließ.
Die Feldzüge Šutruk-Naḫḫuntes sind in Inschriften auf steinernen Beutestücken dokumentiert, die er nach Susa bringen ließ, und die 1902–1905 von Jacques de Morgan bei archäologischen Ausgrabungen auf der Akropolis der Stadt gefunden wurden. In diesen berichtet er von der Eroberung verschiedener mesopotamischer Städte, darunter Babylon, Sippar und Akkad. Einmal ist sogar von 700 Städten die Rede, die er erobert und zu hohen Tributzahlungen gezwungen haben will. Der bekannteste Kriegszug führte nach Babylon, von wo der Herrscher reiche Beute mitbrachte. Ein zweiter Feldzug nach Babylon führte zur Eroberung der Stadt. Sein Sohn und Nachfolger Kutir-Nahhunte III. wurde dort als Statthalter eingesetzt. Diesem folgte mit Šilḫak-Inšušinak I. ein weiterer Sohn Šutruk-Naḫḫuntes nach.
Šutruk-Naḫḫunte war mit einer Tochter des kassitischen Königs Meli-Šipak verheiratet, deren Name nicht überliefert ist.

## Mesopotamische Beutestücke in Susa
1902 bis 1905 wurden bei archäologischen Ausgrabungen in Susa zahlreiche Skulpturen aus Diorit, Kalk- und Sandstein ausgegraben. Darunter befanden sich die berühmte Gesetzesstele des Hammurapi aus Babylon, die Siegesstele des Naram-Sin aus Sippar, und die Siegesstele des Königs Maništušu aus Akkad, die heute im Pariser Louvre aufbewahrt werden. Auf vielen der Beutestücke platzierte Šutruk-Naḫḫunte seinen Namen und eine kurze Inschrift. Diese Inschriften sind alle nach demselben Schema aufgebaut:

„Šutruk-Naḫḫunte, Sohn des Ḫallutuš-Inšušinak, geliebter Diener des Inšušinak, König von Anšan und Susa, Vergrößerer meines Reiches, Schützer von Elam, Prinz von Elam“

Es folgt oft ein weiterer Hinweis auf Inšušinak, unter dessen Schutz bestimmte Handlungen durchgeführt wurden, wie Ich zerstörte Sippar oder Ich zerstörte Ešnunna. Schließlich wird genannt, was als Beute mitgenommen wurde.
Einige der schon zur Zeit ihrer Verbringung nach Susa mehrere hundert Jahre alten Objekte (wie der „Codex Hammurapi“ oder die Narām-Sîn-Stele) wurden unversehrt an ihrem neuen Ort aufgestellt und erhielten lediglich neue Inschriften. Akkadische Siegesmale und babylonische Grenzsteine (Kudurru) wurden dagegen oft in stark beschädigtem Zustand aufgefunden. Leider erlaubt die nach heutigen Standards ungenügende Ausgrabungstechnik mittels tiefer Suchgräben und die unzureichende Dokumentation der Funde keine Aussage zur ursprünglichen Aufstellung und Anordnung der Beutestücke. Nach Harper (1992) ist eine Art „Ausstellung“ der erbeuteten Stücke in Elam denkbar, vielleicht zu Ehren des in den Inschriften erwähnten Gottes Inšušinak. Die elamitische Inschrift auf der Narām-Sîn-Stele erwähnt ausdrücklich, dass Šutruk-Naḫḫunte diese „beschützte und […] nach Elam brachte“, also nicht absichtlich zerstörte. Die originalen akkadischen Inschriften auf einzelnen Monumenten sind unversehrt. Oftmals fehlt in den elamitischen Inschriften eine Namensangabe, wenn auch die ältere akkadische Inschrift unlesbar beschädigt ist. Manche Stücke könnten erst bei der Eroberung und Verwüstung Elams durch den assyrischen König Aššur-bāni-apli (Assurbanipal) 646 v. Chr. zerstört worden sein.

## Trivia
Die Person Šutruk-Naḫḫunte wird in dem Film Club der Cäsaren (Orig.: The Emperor’s Club) als eines der Schlüsselelemente verwendet. Im Klassenzimmer des Geschichtslehrers hängt eine Plakette mit der Aufschrift „Ich bin Šutruk-Naḫḫunte, König von Anšan und Susa, Herrscher über das Land Elam. Ich zerstörte Sippar, nahm die Stele von Naram-Sin und brachte sie nach Elam, wo ich sie zu Ehren meines Gottes aufstellte. Šutruk-Naḫḫunte – 1158 vor Christus.“